# شالوا دادیانی
شالوا دادیانی (گرجی: შალვა დადიანი؛ ۹ مهٔ ۱۸۷۴ – ۱۵ مارس ۱۹۵۹) بازیگر، نویسنده و فیلم‌نامه‌نویس اهل کشور امپراتوری روسیه (گرجستان) بود. در زستاپونی، غرب گرجستان (در آن زمان استان کوتایس امپراتوری روسیه)، در خانوادهٔ نویسنده و مترجم شاهزاده نیکولائوز دادیانی (۱۸۴۴–۱۸۹۶)، عضوی از خانواده اصیل دادانی، و همسرش، شاهزاده لیدیا تسولوکیدزه، متولد شد. او یک خواهر داشت، شاهزاده خانم مریم دادیانی (۱۸۷۰–۱۹۵۸).
از فیلم‌ها یا برنامه‌های تلویزیونی که وی در آن نقش داشته‌است می‌توان به تبعید اشاره کرد.

## جوایز
او برندهٔ جوایزی همچون نشان پرچم سرخ کار و نشان لنین شده‌است.